# Temný úsvit
Temný úsvit (v anglickém originále Rescue Dawn) je americký akční film z roku 2006. Režisérem filmu je Werner Herzog. Hlavní role ve filmu ztvárnili Christian Bale, Steve Zahn, Jeremy Davies, Marshall Bell a François Chau.

## Obsazení
| Christian Bale | Dieter Dengler     |
| Steve Zahn     | Duane Martin       |
| Jeremy Davies  | Gene DeBruin       |
| Marshall Bell  | admirál Berrington |
| François Chau  | guvernér           |
| Craig Gellis   | korporál           |
| Zach Grenier   | lídr               |
| Pat Healy      | Norman             |